# Eventyret om Tsar Saltan
Eventyret om Tsar Saltan (russisk: Ска́зка о царе́ Салта́не) er en sovjetisk animationsfilm fra 1984 af Lev Miltjin og Ivan Ivanov-Vano.

## Medvirkende
- Anastasija Zujeva som Babarikha
- Mikhail Zimin som Saltan
- Aleksej Zolotnitskij som Gvidon
- Natalja Boronina
- Roman Filippov som Tjernomor